# Ada Choi
Ada Choi Siu-fun (caratteri cinesi: 蔡少芬; pinyin: Cài Shàofēn; Hong Kong, 17 settembre 1973) è una modella e attrice cinese con origini di Chaozhou, nel Guangdong.
Nel 1991, è arrivata seconda al concorso di bellezza Miss Hong Kong.

## Biografia e carriera
Il 12 gennaio 2008, Ada Choi ha sposato l'attore cinese Max Zhang dopo un fidanzamento di quattro anni e mezzo. Zhang è stato co-protagonista della Choi in alcune produzioni televisive della Zhouyi Media, quali Paradise ed Eight Charts. L'11 maggio 2011 l'attrice ha dato alla luce la sua primogenita, Zoe Zhang Chor-yee (張楚兒). Da allora, Ada Choi si è definitivamente stabilita nella Cina continentale e continua a lavorare nelle serie televisive locali.
Nel 2009, l'attrice ha recitato nel lungometraggio Rebellion interpretando il ruolo di uno dei capi di una gang della Triade, ruolo che ha segnato una svolta per la sua carriera in quanto molto differente da tutti i suoi precedenti personaggi.

## Festival
Nel 2000 risulta essere «una delle protagoniste del Far East Film, la rassegna cinematografica in programma a Udine dall'8 al 15 aprile dedicata all'Estremo Oriente».

## Filmografia

### Televisione
| Anno | Titolo                               | Ruolo                              |
| ---- | ------------------------------------ | ---------------------------------- |
| 1992 | Revelation of the Last Hero          | Ling Seung                         |
| 1993 | Racing Peak                          | Chung Oi Ling                      |
| 1993 | All About Tin                        | Gu Suet                            |
| 1993 | The Link                             | Chai Suet Yi                       |
| 1993 | The Buddhism Palm Strikes Back       | Tin Heung                          |
| 1993 | The Movie About Stupid Mr. Lee       | Fat Jak Fong                       |
| 1993 | Man of Wisdom                        | Seung Seung                        |
| 1994 | Shade of Darkness                    | Lo Siu Mei                         |
| 1995 | The Romance of the White Hair Maiden | Lin Ngai-seung                     |
| 1995 | Justice Pao                          | Mang Yu Yik / Suen Siu Nga         |
| 1995 | The Fist of Law                      | Fa Gu                              |
| 1997 | File of Justice V                    | Lee Tong                           |
| 1998 | Healing Hands                        | Tong Chi Lai (Jackie)              |
| 1998 | Secret of the Heart                  | Suen Wah (Diana)                   |
| 1999 | A Matter of Business                 | Wong Yuk Fan                       |
| 1999 | At the Threshold of An Era           | Tin Ning                           |
| 1999 | Unnatural Born Killer                | Tse Ngan Giu                       |
| 2000 | Healing Hands II                     | Tong Chi Lai (Jackie)              |
| 2000 | At the Threshold of An Era II        | Tin Ning                           |
| 2001 | Armed Reaction III                   | Wai Ying Chi                       |
| 2001 | On the Track or Off                  | Luk Wing Yee                       |
| 2002 | Where the Legend Begins              | Yan Fuk                            |
| 2003 | Twilight Tubes Part III              |                                    |
| 2003 | Fate Twisters                        | Seurng Hei                         |
| 2003 | Xi Ju Xi Lie Fu Rong Hen             |                                    |
| 2003 | The Legend of Magic Mirror           | Dou Dou                            |
| 2003 | The Legend of Magic Mirror II        | Dou Dou                            |
| 2004 | Armed Reaction IV                    | Wai Ying Chi                       |
| 2004 | To Catch the Uncatchable             | Lei Wai Wai (Vivian)               |
| 2005 | Seven Swordsmen(七劍下天山)          | Sciarpa Rossa Volante              |
| 2005 | Dance of Passion                     | Jiu Yuk                            |
| 2005 | Eight Charts(八阵图)                 | Qian Xun                           |
| 2007 | Hero Shen No Tears                   |                                    |
| 2007 | Tian Xian Pei(天仙配)                | La quarta fata                     |
| 2008 | Lei Hen Jian(淚痕劍)                 | Die Wu                             |
| 2008 | The Gem of Life                      | Hong Nga-Sze (Jessica)             |
| 2010 | Fly with Me                          | Leung Hau-chi (Yvonne) / Janet Bin |
| 2010 | Who's the Hero(勝者為王)             | Tung Fa-shun                       |
| 2012 | War and Beauty II                    |                                    |

### Cinema
| Anno | Titolo                                  | Ruolo                              | Note                                                                  |
| ---- | --------------------------------------- | ---------------------------------- | --------------------------------------------------------------------- |
| 1994 | Hail the Judge                          | Yu Yin                             |                                                                       |
| 1994 | Fist of Legend                          | Fidanzata di Hua                   |                                                                       |
| 1995 | A Chinese Odyssey Part Two - Cinderella | Principessa dal ventaglio di ferro |                                                                       |
| 1995 | The Golden Girls                        | Lulu Shum                          |                                                                       |
| 1996 | Love and Sex Among the Ruins            | Billie                             |                                                                       |
| 1996 | Once Upon a Time in Triad Society 2     | Deda                               |                                                                       |
| 1996 | Bloody Friday                           | Ada                                |                                                                       |
| 1996 | Mystery Files                           | Foo Man Dik                        |                                                                       |
| 1997 | Passionate Nights                       |                                    |                                                                       |
| 1997 | Walk In                                 | May                                |                                                                       |
| 1997 | Troublesome Night                       | Ragazza che piace a Ken            |                                                                       |
| 1997 | Made in Heaven                          | Lily Wong                          |                                                                       |
| 1997 | Ah Fai, the Dumb                        | Jody                               |                                                                       |
| 1998 | T.H.E. Professionals                    |                                    |                                                                       |
| 1998 | Casino                                  |                                    |                                                                       |
| 1998 | The Suspect                             | Annie Chung                        |                                                                       |
| 1998 | Your Place or Mine!                     | Vivian Ng                          |                                                                       |
| 1998 | Rape Trap                               | Li Shan-Shan                       |                                                                       |
| 1999 | The Doctor in Spite of Himself          | Don                                |                                                                       |
| 1999 | My Heart Will Go On                     |                                    |                                                                       |
| 2000 | Paramount Motel                         | Li Yuk-hing                        |                                                                       |
| 2004 | The Miracle Box                         | Dottoressa Joanna Tse              |                                                                       |
| 2009 | Rebellion                               | Cheung Wah                         | Nomination - Hong Kong Film Critics Society Awards, "Miglior Attrice" |
| 2010 | Just Another Pandora's Box              | Principessa dal ventaglio di ferro | Ospite                                                                |